# Tiphaine Rivière
Tiphaine Rivière, née le 18 décembre 1982, est une autrice française de bande dessinée.

## Biographie
Après une classe préparatoire, elle obtient une maîtrise d'histoire et un DEA de cinéma à l'Université Sorbonne Nouvelle (Paris 3). Elle commence une thèse de littérature sur la représentation de la bêtise dans Belle du Seigneur en 2007, durant laquelle elle occupe également un poste administratif universitaire. Après trois ans de thèse, elle se tourne vers la bande dessinée et ouvre un blog illustré : Le bureau 14 de la Sorbonne,.
Son blog est repéré par la maison d'édition du Seuil, ce qui lui permet de publier une bande dessinée sur le parcours doctoral inspirée de son expérience, Carnets de thèse, en 2015. En 2019, elle publie L'Invasion des imbéciles, toujours au Seuil, premier volume dans lequel elle présente les douze principales formes de bêtise identifiées pendant sa thèse.
En 2021, elle publie le premier tome d'une nouvelle série, Le Cœur qui bat, chez Delcourt, consacrée au thème de la grossesse.
En octobre 2023, inspirée par l'ouvrage La Distinction du sociologue Pierre Bourdieu, elle publie chez Delcourt, en coédition avec La Découverte, l'album de bande dessinée La Distinction,.

## Œuvres
- Carnets de thèse, Paris, Seuil, 2015.
- L'Invasion des imbéciles, Paris, Seuil, 2019.
- Le Cœur qui bat, Tome 1, Delcourt, 2021.
- La Distinction. Librement inspiré du livre de Pierre Bourdieu, coédition La Découverte/Delcourt, octobre 2023.